# 腾冲独活
腾冲独活（学名：Heracleum stenopteroides）是伞形科独活属的植物，是中国的特有植物。分布在中国大陆的云南等地，生长于海拔2,000米至2,300米的地区，常生长在林下灌丛中，目前尚未由人工引种栽培。